# 自由意志民主党人
在美国政治中，自由意志主义民主党人是指支持自由意志主义的民主党成员。  

## 思想
民主党自由意志派总体更支持民主党的大多数立场，但他们在各个政治派别中不一定持有相同的观点；也就是说，他们更有可能支持人们在公众场合和私生活的自由，尽管是在民主价值观的背景下进行的。 该派别在意识形态上非常多元化，这也包括保守派和进步派民主党人。
民主党自由意志派反对国家安全局进行未经授权的监视。 2013 年，超过一半的众议院民主党人（194 人中的 111 人）投票决定，取消对国家安全局电话监控计划的资助。 
科罗拉多州前众议员、现任州长贾里德·波利斯是一位崇尚自由意志主义的民主党人，他在《Reason》杂志上写道：“我认为自由意志主义者应该投票给民主党候选人，特别是因为我们的民主党提名人比共和党人越来越支持个人自由”。 他列举了反对《制止网络盗版法案》 、支持大麻合法化、支持政教分离、支持堕胎权和个人身体自主、反对大规模监控以及支持税法改革等领域。大多数民主党人与自由主义价值观非常一致。 
在保持相对自由意志主义意识形态的同时，民主党自由意志派可能在消费者保护、医疗改革、反垄断法以及政府参与经济的总体程度等问题上与直接以自由意志主义为招牌的自由党存在分歧。 自由党倾向于反对它们。而在孤立主义和移民问题上则与自由意志主义共和党人冲突。

## 历史

### 现代
2004 年选举失败后，民主党重新审视了其在枪支管制问题上的立场，这成为了霍华德·迪安 、比尔·理查森、布莱恩·史怀哲、布萊恩·施威澤和其他在第二修正案权利对许多选民来说很重要的州获胜的民主党人提出的讨论问题。由此产生的枪支管制立场吸引了具有自由意志主义思想的选民。
2010 年代，继爱德华·斯诺登于 2013 年揭露美国国家安全局 (NSA) 监控事件之后，在线去中心化和比特币等加密货币的日益出现，毒品战争的失败以及弗格森等地的警察暴力，参议员罗恩等民主党议员怀登、克尔斯滕·吉利布兰德、科里·布克和众议员贾里德·波利斯与参议员兰德·保罗和众议员贾斯汀·阿马什等自由意志共和党人合作，遏制政府在这些领域的过度扩张，赢得了《Reason》杂志等传统自由主义来源的赞扬。    硅谷是民主党的长期据点，它有利于经济放松管制和强有力的公民自由保护，同时在社会问题上保持传统的自由主义观点，其日益增长的政治权力也严重影响了年轻民主党人日益增长的自由意志主义倾向。  
在后布什时代，自由意志主义派别也影响了总统级别。阿拉斯加州参议员兼总统候选人迈克·格拉维尔在2008 年总统选举周期中途离开民主党，寻求自由意志党总统提名  ，许多反战和公民自由意志民主党人受到自由意志共和党2008 年和2012 年总统竞选的激励罗恩·保罗。  出于同样的原因，这个选区可以说支持独立民主党人伯尼·桑德斯  2016 年和2020 年的总统竞选。  在新罕布什尔州，参与“自由州项目”的自由意志主义者已被选入共和党和民主党混合担任的多个职位。  路透社2015 年的一项民意调查发现，22% 的民主党选民认为自己是“自由主义者”，高于共和党人的比例，但低于独立人士的比例。 

### 现任民选官员

#### 参议院
- 科里·布克 ，新泽西州美国参议员，第 38 届纽瓦克市市长（2006-2013 年），中区纽瓦克市议会议员（1998-2002 年）。一位老朋友形容他作为新泽西州纽瓦克市长有“自由意志主义倾向”。布克支持许多由自由主义者支持的政策，包括特许学校、学校优惠券计划和企业区。 [20]卡托研究所的丹尼尔·J·米切尔则认为布克在强烈反对毒品战争方面持有自由意志主义观点。 [21]
- Ron Wyden ，美国俄勒冈州参议员，参议院财政委员会主席（2014-2015 年，2021 年至今），参议院财政委员会高级成员（2015-2021 年），参议院能源委员会主席（2013-2014 年），以及来自俄勒冈州第三国会选区的美国众议院议员（1981-1996）。他以其公民自由主义观点以及与自由主义共和党参议员兰德·保罗在反对使用家用无人机和无证监视方面的合作而闻名。 [22] [23]

#### 州长
- 賈雷德·波利斯，科罗拉多州第 43 任州长，科罗拉多州第二国会选区美国众议院议员（2009-2019 年），以及科罗拉多州教育委员会成员（2001-2007 年）。 [24] 2014 年，自由主义杂志Reason将波利斯描述为“左翼自由主义” [25] ，并且是国会中“最倾向于自由主义的民主党人”，因为他是“公民自由的主要代言人，从枪支权利到网络隐私，从捍卫比特币就是倡导合法大麻。” [26]波利斯在《Reason》杂志上发表了一篇专栏文章，主张倾向自由主义的公民应该投票给民主党。 [27]城邦强调数字自由问题以及反对大规模监视和未经授权的窃听。 [27]在国会期间，他偶尔作为民主党人访问现在的自由党代表賈斯汀·阿馬什 ）原本由共和党主导的众议院自由核心小组。 [28]作为科罗拉多州州长，波利斯在 2019 年否决了三项法案，这些法案将对房主协会经理、体育经纪人和遗传咨询师制定职业许可要求；否决权反映了城邦的自由主义倾向。 [29] [30]然而，自从当选州长以来，波利斯表现出了自由进步的立场，他支持并签署了通过参议院第 181 号法案加强国家对石油和天然气行业监督的立法，通过六项不同的枪支管制法案以及 14 项法案限制枪支权利。法案从 2021 年起扩大政府对医疗保健行业的监管。波利斯州长还支持使用加密货币、取消科罗拉多州纳税人权利法案 (TABOR) 和增加烟草税。

#### 国家代表
- Amanda Bouldin ，新罕布什尔州众议院议员、自由州项目参与者和前茶党活动家[31]

### 前民选官员

#### 美国参议院
- 拉斯·芬格爾德)，美国非洲大湖区和刚果金沙萨问题特使（2013-2015 年）、威斯康星州美国参议员（1993-2011 年）和威斯康星州参议院议员（1983-1993 年）。他以其公民自由主义观点而闻名，并且是 2001 年投票反对《美国爱国者法案》的唯一参议员[32] [33]
- 迈克·格拉韦尔，美国阿拉斯加州参议员（1969-1981）、阿拉斯加州众议院第三任议长（1965-1967）以及阿拉斯加州众议院议员（1963-1967）。离开参议院后，格拉维尔在 2008 年竞选民主党总统提名失败，同年转投自由意志党并失去了提名（参见迈克·格拉维尔 2008 年总统竞选）。 [34] [35]此后，他于2010年转回民主党，并一直留在民主党，直至2021年去世（甚至在2020年大选中再次以民主党身份竞选总统）。

#### 美国众议院
- 图尔西·加巴德，夏威夷第二国会选区美国众议院议员（2013-2021），民主党全国委员会副主席（2013-2016），檀香山市议会议员（2011-2012），夏威夷众议院议员代表（2002-2004）。她因其强烈的反战立场而赢得了自由主义者罗恩·保罗的赞扬。 [36]她与国会中倾向自由主义的同事贾斯汀·阿马什 、托马斯·马西和兰德·保罗共同努力立法，旨在削减国家安全局的资金，审计美联储并促进更加不干涉主义的外交政策。 [37]她还在2020年总统竞选中获得了前新墨西哥州州长、两届自由党总统候选人加里·约翰逊的支持。 [38] （后来退党，成为无党派人士）
- 蒂姆·彭尼 ，来自明尼苏达州第一国会选区的美国众议院议员（1983-1995 年）和明尼苏达州参议院议员（1977-1983 年）。佩妮被描述为财政保守派，离开国会后在倾向自由主义的卡托研究所工作。 [39]

#### 州长
- 比尔·理查森，第 30 任新墨西哥州州长（2003-2011 年）、第9任美国能源部长（1998-2001 年）、第21任美国驻联合国大使（1997-1998 年）以及新墨西哥州美国众议院议员墨西哥第三国会选区（1983-1997）。 [40]
- 布莱恩·施韦策，第 23 任蒙大拿州州长 (2005-2013)。 [41] [42]
- 杰里·布朗，第34任和第39任加州州长（1975-1983年，2011-2019年），第31任加州总检察长（2007-2011年），第47任奥克兰市长（1999-2007年），加州民主党主席（1989-1991年）和第 23 任加州国务卿（1971-1975 年）。 [43] [44]

#### 各州下议院
- 伊丽莎白·爱德华兹，新罕布什尔州众议院议员（2014-2018）。 WMUR形容她“具有自由意志主义倾向”。 [45]
- 约瑟夫·斯塔尔科普  ，新罕布什尔州众议院议员（2016-2018 年）。 2017年，他离开民主党加入自由党，称自己的观点是古典自由主义的。 [46]